# Circonscriptions françaises aux élections européennes
Le découpage en circonscriptions pour les élections européennes est une prérogative de chaque pays selon sa législation ou le besoin de chaque parti politique. Quatre États membres autres que la France, ont divisé par la loi leur territoire national en plusieurs circonscriptions régionales ou interrégionales : la Belgique, l'Irlande, l'Italie et la Pologne.

## De 2004 à 2014
En France, la loi électorale no 2003-327 du 11 avril 2003 a créé huit circonscriptions, pour l'élection des députés français au Parlement européen. Ce régime électoral est entré en vigueur pour les élections de juin 2004, sur la base d'un siège de député européen pour environ 780 000 habitants . Un décret pris en application de la loi a réparti les sièges entre circonscriptions. Il s'est à nouveau appliqué pour les élections de 2009 et de 2014. 

Répartition des sièges par circonscription (en vigueur en 2014).

Découpage de la Métropole en sept circonscriptions. Il manque la circonscription Outre-Mer.

| Circonscription interrégionale | Circonscription interrégionale                                 | Nombre de sièges | Nombre de sièges | Nombre de sièges |
| Circonscription                | Régions                                                        | En 2004          | En 2009          | En 2014          |
| ------------------------------ | -------------------------------------------------------------- | ---------------- | ---------------- | ---------------- |
| Nord-Ouest                     | Basse-Normandie, Haute-Normandie, Nord-Pas-de-Calais, Picardie | 12               | 10               | 10               |
| Ouest                          | Bretagne, Pays de la Loire, Poitou-Charentes                   | 10               | 9                | 9                |
| Est                            | Alsace, Bourgogne, Champagne-Ardenne, Franche-Comté, Lorraine  | 10               | 9                | 9                |
| Massif central - Centre        | Auvergne, Centre, Limousin                                     | 6                | 5                | 5                |
| Sud-Ouest                      | Aquitaine, Languedoc-Roussillon, Midi-Pyrénées                 | 10               | 10               | 10               |
| Sud-Est                        | Corse, Provence-Alpes-Côte d'Azur, Rhône-Alpes                 | 13               | 13               | 13               |
| Île-de-France                  | Île-de-France, Français de l'étranger                          | 14               | 13               | 15               |
| Outre-Mer                      | section Atlantique                                             | 3                | 1                | 1                |
| Outre-Mer                      | section océan Indien                                           | 3                | 1                | 1                |
| Outre-Mer                      | section Pacifique                                              | 3                | 1                | 1                |
| Total France                   |                                                                | 78               | 72               | 74               |

## Depuis 2019
Le régime électoral précédent n'a pas été utilisé pour les élections européennes de 2019 en France du fait d'une loi de juin 2018 portant abolition des circonscriptions interrégionales et retour à la circonscription nationale unique.

### Réforme des régions de 2015
Les huit euro-circonscriptions définies par la loi du 11 avril 2003 comprenaient pour la plupart plusieurs régions françaises, et respectaient leur périmètre. Or, avec la réorganisation (par fusion) de régions qui a pris effet au 1er janvier 2016, le périmètre de certaines nouvelles régions est devenu partiellement incompatible avec ces euro-circonscriptions.

### Réforme consécutive du mode de scrutin aux élections européennes
Divers choix étaient possibles (mise en cohérence en modifiant les euro-circonscriptions en conséquence, ne pas inclure un nombre entier de nouvelles régions dans des euro-circonscriptions, …) sans supprimer le principe de circonscriptions interrégionales. Mais la majorité et les oppositions de gauche ont préféré les abolir pour revenir à une circonscription nationale unique, France d'outre-mer comprise, avec les arguments de la faible participation aux scrutins européens précédents et l'étendue des euro-circonscriptions interrégionales[pas clair]. Outre qu'une liste nationale laisse inchangé le nombre total de députés en France, le choix politique des partis a pu être fonction de leurs têtes de liste disponibles et du score espéré.